# Plantarum Imagines et Descriptiones Floram Russicam illustrantes
Plantarum Imagines et Descriptiones Floram Russicam illustrantes (abreviado Pl. Imag. Descr. Fl. Russ.) es un libro con ilustraciones y descripciones botánicas que fue escrito por el botánico y pteridólogo ruso Ernst Rudolph von Trautvetter y publicado en Munich en 8 partes en los años 1844-1847.

## Publicación
- Parte N.º 1-2: 1-16, tt. 1-10. Jun 1844;
- Parte N.º 3: 17-22. tt. 11-15. Nov 1844;
- Parte N.º 4: 23-29, tt. 16-20. Nov-Dec 1844;
- Parte N.º 5-6: 31-45, tt. 21-30. Jun 1845;
- Parte N.º 7: 47-54, tt. 31-35. May 1846;
- Parte N.º 8: 55-65. tt. 36-40. Aug-Sep 1846.